# 石河利寛
石河 利寛（いしこ としひろ、1919年4月6日 - 2013年5月30日）は、日本の運動生理学者。

## 人物・来歴
旗本石河氏の家系で、東京府東京市大森区にて外科医院を営んだ石河利吉の子として生まれる。1944年9月に東京帝国大学医学部を卒業。1953年、「筋作業の研究」により東京大学より医学博士号を取得する。東京大学の副手、助手、助教授（1957年）を経て、1970年に順天堂大学教授に就任した。1985年に順天堂大学を退職して中京大学教授に転じる。1989年に順天堂大学から名誉教授号を授与され、1992年に中京大学を退職した。
1964年東京オリンピックではボート競技のトレーニングドクターを務める。また国際体力テスト標準化委員会の実行委員長として「体力テスト」を作成した。
2000年に秩父宮記念スポーツ医・科学賞功労賞を受賞。

## 著書
- 『スポーツとからだ』岩波新書 1962
- 『看護学全書 2B　生理学』メヂカルフレンド社, 1967.2
- 『走る本 足は生と精をつよくする』 (Tokuma books) 徳間書店, 1974
- 『ランニング上達法 続・走る本』 (Tokuma books) 徳間書店, 1976
- 『スポーツと健康』岩波新書 1978.2
- 『運動ぎらいに捧げる本 知的ビジネスマンの運動講座』 (Tokuma books) 徳間書店, 1980.3
- 『ジョギングの正しいやり方』 (健康シリーズ:ポケットブック) にっかん書房, 1981.5
- 『スーパー元気術 運動不足病に克つ!』ベースボール・マガジン社, 1996.1
- 『健康・体力のための運動生理学』杏林書院, 2000.4

### 共編著
- 『体育学実験法 体育の科学的な理解と研究のために』杉浦正輝,松井秀治共著. 体育の科学社, 1953
- 『スポーツの生理学』猪飼道夫,杉本良一共著. 同文書院, 1960
- 『スポーツテスト』松島茂善,松田岩男共編著. 第一法規出版, 1963
- 『中学校での体力づくり』長沼誠共編著. 講談社, 1967
- 『小学校での体力づくり 新しい体育の考え方と方法』池田猪佐巳共編著. 講談社, 1968
- 『現代トレーニングの科学』 (保健体育指導選書) 猪飼道夫,金原勇,松田岩男共編著. 大修館書店, 1968
- 『学校体育と現代トレーニング』 (保健体育指導選書) 猪飼道夫, 金原勇,松田岩男共編著. 大修館書店, 1968
- 『種目別現代トレーニング法』 (保健体育指導選書) 猪飼道夫, 金原勇,松田岩男共編著. 大修館書店, 1968
- 『体育科学』全12巻 石河利寛 [ほか]編集. 体育科学センター, 1973-2002
- 『新・保健科教育法』大塚正八郎ほか共編著. 講談社, 1974
- 『子どもの発達と体育指導』 (子どものための体育指導）編著. 大修館書店, 1978.12
- 『スポーツ医学 改訂第6版』松井秀治共編. 杏林書院, 1978.8
- 『コミュニティ・スポーツ・ハンドブック 社会体育指導者のための』 (ほるぷ体育スポーツ科学選書）斉藤定雄共編. ほるぷ出版, 1982.1
- 『運動生理学』杉浦正輝共編著. 建帛社, 1989.9
- 『持久力の科学』 (日本運動生理学会運動生理学シリーズ) 竹宮隆共編. 杏林書院, 1994.3
- 『運動適応の科学 トレーニングの科学的アプローチ』 (日本運動生理学会運動生理学シリーズ) 竹宮隆共編. 杏林書院, 1998.3

### 翻訳
- ジョン・W.バン『コーチングの科学的原理』ベースボール・マガジン社, 1961
- P.V.カルポビッチ『運動の生理学』猪飼道夫共訳. ベースボール・マガジン社, 1963
- エリック・テイラー『40歳からの健康づくり』ベースボール・マガジン社, 1975
- ローレンス・E.モアハウス『奇跡の健康体操 いつでもどこでも週30分』 (Tokuma books) 徳間書店, 1975
- H.ケーラー 編著『走って健康になりなさい』里見潤共訳 (不昧堂新書) 不昧堂出版, 1979.9
- ピーター・バーニー『週末アスレチックのための本 週一度でたるんだボディをひきしめる方法』 (グロビューブックス) グロビュー社, 1983.6
- シルヴィア・ラックマン『知っておきたいスポーツ傷害の医学』ベースボール・マガジン社, 1993.9

## 顕彰
- 勲四等旭日小綬章 - 1993年[2]